# 神無き世界の英雄伝
『神無き世界の英雄伝』は、鴨志田一による日本のライトノベルであり、鴨志田にとってのデビュー作でもある。イラストは、坂本みねぢが担当している。電撃文庫（アスキー・メディアワークス）より2007年7月から2007年12月まで全3巻が刊行された。

## ストーリー
コックをしていた主人公・レン・エバンスは、ひょんなことから電子精霊によって選ばれ、人民共和国に対して独立戦争を挑む企業連盟の提督になる。

## 登場人物
レン・エバンス
主人公。
ロイ・クローバー
企業の御曹司。
ネリー・クローバー
ロイ・クローバーの妹。
コーデリア
電子妖精。
オフィーリア
電子妖精。

## 用語
電子妖精

企業連盟

人民共和国

## 既刊一覧
- 鴨志田一（著）・坂本みねぢ（イラスト）、アスキー・メディアワークス〈電撃文庫〉、全3巻
  - 『神と奴隷の誕生構文』、2007年7月10日初版発行（同日発売[2]）、ISBN 978-4-8402-3919-6
  - 『神と奴隷の誕生構文（2）』、2007年10月10日初版発行（同日発売[3]）、ISBN 978-4-8402-4033-8
  - 『神と奴隷の誕生構文（3）』、2007年12月10日初版発行（同日発売[4]）、ISBN 978-4-8402-4126-7